# El último vagón (película de 2023)
El último vagón es una película de comedia dramática mexicana de 2023, dirigida por Ernesto Contreras, y escrita por Javier Peñalosa. Es protagonizada por Adriana Barraza y Kaarlo Isaacs. La cinta se cimentó en la novela del mismo nombre escrita por Ángeles Doñantes.Fue producida por Woo Films en colaboración con Netflix.

## Argumento
Ikal y su familia viven en un ferrocarril que recorre todo el país, ya que su padre trabaja en la reparación y construcción de vías férreas, lo que impide que la familia y el niño se establezcan en un solo lugar por un tiempo. Sin embargo, en la última parada, Ikal conoce a Chico, Valeria y Tuerto, niños de los que se hace amigo y son alumnos de Georgina, una profesora que hace todo lo posible para que sus estudiantes aprendan a pesar de las precarias circunstancias en que viven. Pero, cuando todo parece arreglarse para Ikal en el colegio, llega una nueva amenaza, un inspector del Ministerio de Educación, que tiene la misión de cerrar escuelas rurales. Con la mirada puesta en el colegio de Ikal, el inspector verá en el joven todo lo que ha aprendido sobre el valor de la amistad, la importancia de crecer y la inspiración que los profesores pueden generar en la vida de los alumnos.

## Reparto
- Adriana Barraza como maestra Georgina
- Kaarlo Isaacs como Ikal
- Memo Villegas como Hugo Valenzuela
- Diego Montessoro como Chico
- Frida Cruz como Valeria
- Ikal Paredes como Tuerto
- Teté Espinoza como Lucero
- Jeronimo Medina como Tomás
- Gabriela Cartol como Mirna
- Nova Coronel como Diamantina
- Adrián Vázquez como señor Ochoa
- Leonardo Alonso como Capataz
- Fátima Molina como Valeria de adulta
- Sofía Domínguez Corte como Carola
- Osvani Rivera como Chesco
- Victoria Díaz como Diana Dinamita
- Blanca Guerra como Ethereal Mage

## Producción

### Rodaje
El rodaje de la cinta se llevó a cabo en lugares como Atlangatepec, Tlaxcala; Tlapacoyan, Veracruz; y Oriental, Puebla, todas locaciones de México.

## Estreno
El último vagón tuvo un estreno limitado el 18 de mayo de 2023, y el 26 de mayo fue lanzada en todo el mundo a través de Netflix.